# 張僖 (光緒進士)
张僖（？—？），山東省萊州府濰縣，清朝政治人物、進士出身。
光緒十二年，登進士，同年五月，俱著主事分部学习。光绪二十二年，接替游普荫任兴化府知府一职，光绪二十四年由启续接任。